# Primera Manzana de Cañada de Lobos
Primera Manzana de Cañada de Lobos är en ort i Mexiko.   Den ligger i kommunen Timilpan och delstaten Mexiko, i den sydöstra delen av landet, 80 km nordväst om huvudstaden Mexico City. Primera Manzana de Cañada de Lobos ligger 2 670 meter över havet och antalet invånare är 208.
Terrängen runt Primera Manzana de Cañada de Lobos är kuperad söderut, men norrut är den platt. Runt Primera Manzana de Cañada de Lobos är det ganska tätbefolkat, med 80 invånare per kvadratkilometer. Närmaste större samhälle är Atlacomulco, 19,7 km väster om Primera Manzana de Cañada de Lobos. I omgivningarna runt Primera Manzana de Cañada de Lobos växer huvudsakligen savannskog.